# Носков, Владимир Александрович (революционер)
Владимир Александрович Носков (23 апреля [5 мая] 1878, Ярославль — 2 [15] мая 1913, Хабаровск) — участник революционного движения в России, социал-демократ.

## Биография
Родился в семье купца. Окончил реальное училище в Иваново-Вознесенске.
В революционном движении — с 1890-х годов; партийный псевдоним — Борис Николаевич Глебов. В 1898 г. арестован вместе с Щеколдиным Ф. И. по делу Петербургского Союза борьбы за освобождение рабочего класса, высланы в Ярославль, затем в Воронеж. С Щеколдиным Ф. И. были одними из организаторов Северного рабочего союза.
В 1902 году эмигрировал. Под руководством Повара работал в редакции «Искры»: отвечал за пересылку литературы и переправку работников в Россию, возглавлял транспортное бюро газеты в Вильнюсе.
С августа по ноябрь 1903 г. и с мая 1904 по февраль 1905 г. был членом Совета партии от ЦК РСДРП. Помогал Щеколдину Ф. И.в организации II съезда РСДРП (1903) и был его делегатом, председатель комиссии по выработке устава партии и докладчик от неё на съезде; «большевик». С 12 (25) августа 1903 по 9 (22) февраля 1905 года состоял членом ЦК РСДРП. После съезда занял примиренческую позицию по отношению к меньшевикам и выступил против созыва III съезда партии. Вёл работу в Киеве, Иваново-Вознесенске, Ярославле, Гусь-Хрустальном.
9 (22) февраля 1905 года был арестован; с 1907 года отошёл от партийной деятельности. Покончил жизнь самоубийством в Хабаровске.